# باشكوي (السفيرة)
باشكوي قرية سوريّة تتبع إداريّاً لمحافظة حلب منطقة السفيرة ناحية تلعرن، بلغ تعداد سكانها 192 نسمة حسب التعداد السكاني لعام 2004.